# Black Hill (Peak District)
Ne doit pas être confondu avec Black Hills ou Black Mountain (Royaume-Uni).
Black Hill est un sommet du Royaume-Uni culminant à 582 mètres d'altitude dans la chaîne des Pennines, à la frontière entre les comtés du Yorkshire de l'Ouest, dont il est le point culminant, et du Derbyshire, en Angleterre. Il fait partie du parc national de Peak District. Il est couvert de tourbe, ce qui contribue à l'aspect sombre évoqué par son nom, et son environnement fragile est particulièrement mouvant. Longtemps inhospitalier, il a toutefois bénéficié d'efforts d'aménagement, tant au niveau de la randonnée pédestre que de la revégétalisation du site.

## Toponymie
Le nom de Black Hill, la « colline noire », lui vient de la couleur de son sol, extrêmement tourbeux et très sombre, jadis dépourvu de végétation en son sommet. Sa cime, Soldier's Lump, signifie la « bosse du soldat ». C'est l'ancien nom donné à la colline en référence au corps des Royal Engineers qui y a installé la première borne géodésique en 1784,, bien qu'il puisse n'avoir été attribué en hommage qu'en 1936, à l'occasion de travaux topographiques postérieurs.

## Géographie
Black Hill est située en Angleterre, au Royaume-Uni, entre le district métropolitain de Kirklees dans le comté du Yorkshire de l'Ouest, au nord, et le district non métropolitain de High Peak dans le comté du Derbyshire au sud. Il se trouve à environ 23 kilomètres à l'est-nord-est de Manchester et 30 kilomètres au nord-ouest de Sheffield. Les côtes de la mer d'Irlande sont à un peu plus de 70 kilomètres à l'ouest. Le sommet, nommé Soldier's Lump, s'élève à 582 mètres d'altitude,, ce qui en fait le point culminant du Yorkshire de l'Ouest. Sa hauteur de culminance par rapport à Bleaklow Head, à moins de 9 kilomètres au sud, est de 165 mètres, ce qui en fait un marilyn. Il fait partie du Peak District, dans la chaîne des Pennines. Les versants sud et est alimentent la rivière Etherow (en), un affluent de la rivière Goyt (en), alors que le versant ouest alimente la rivière Tame par le biais du Greenfield Brook ; leur confluence forme le fleuve Mersey. Le versant nord alimente la rivière Holme (en), qui se jette dans la rivière Colne, un affluent de la rivière Calder, lui-même affluent de l'Aire, qui fait partie du bassin de l'Ouse du Yorkshire, dont l'embouchure commune avec le fleuve Trent constitue l'estuaire du Humber. Black Hill se situe donc sur la ligne de partage des eaux entre la mer d'Irlande et la mer du Nord.

## Histoire
Lorsque le corps des Royal Engineers, dans le cadre des travaux de l'Ordnance Survey, décide d'implanter une borne géodésique au sommet, il peine à trouver un terrain stable et opte finalement pour le relief désormais appelé Soldier's Lump,,. Il y installe un des théodolites de Ramsden,. Les armatures de celui-ci sont rapidement aspirées par la tourbe ; leurs restes sont encore présents au milieu du XIXe siècle. Une nouvelle borne est érigée en 1936.
Dans les années 1960, Alfred Wainwright (en) écrit qu'« il ne s'agit pas du seul fell avec un sommet de tourbe, mais aucun autre présente au ciel un tel bourbier désolé et sans espoir. »
Jusqu'en 1974, Black Hill constitue le point culminant du Cheshire.
À partir des années 1970, l'érosion de la tourbe, devenue omniprésente, est intense, notamment en raison de la surfréquentation,. La borne géodésique manque de s'effondrer et doit être renforcée,. Le Pennine Way est entièrement pavé pour protéger le sol,,. Dès 2003, un plan de revégétalisation est entrepris et les moutons sont interdits.

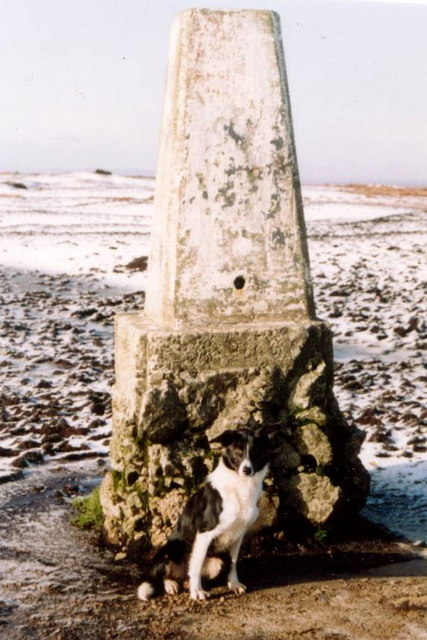
Vue de la borne géodésique en 1992.
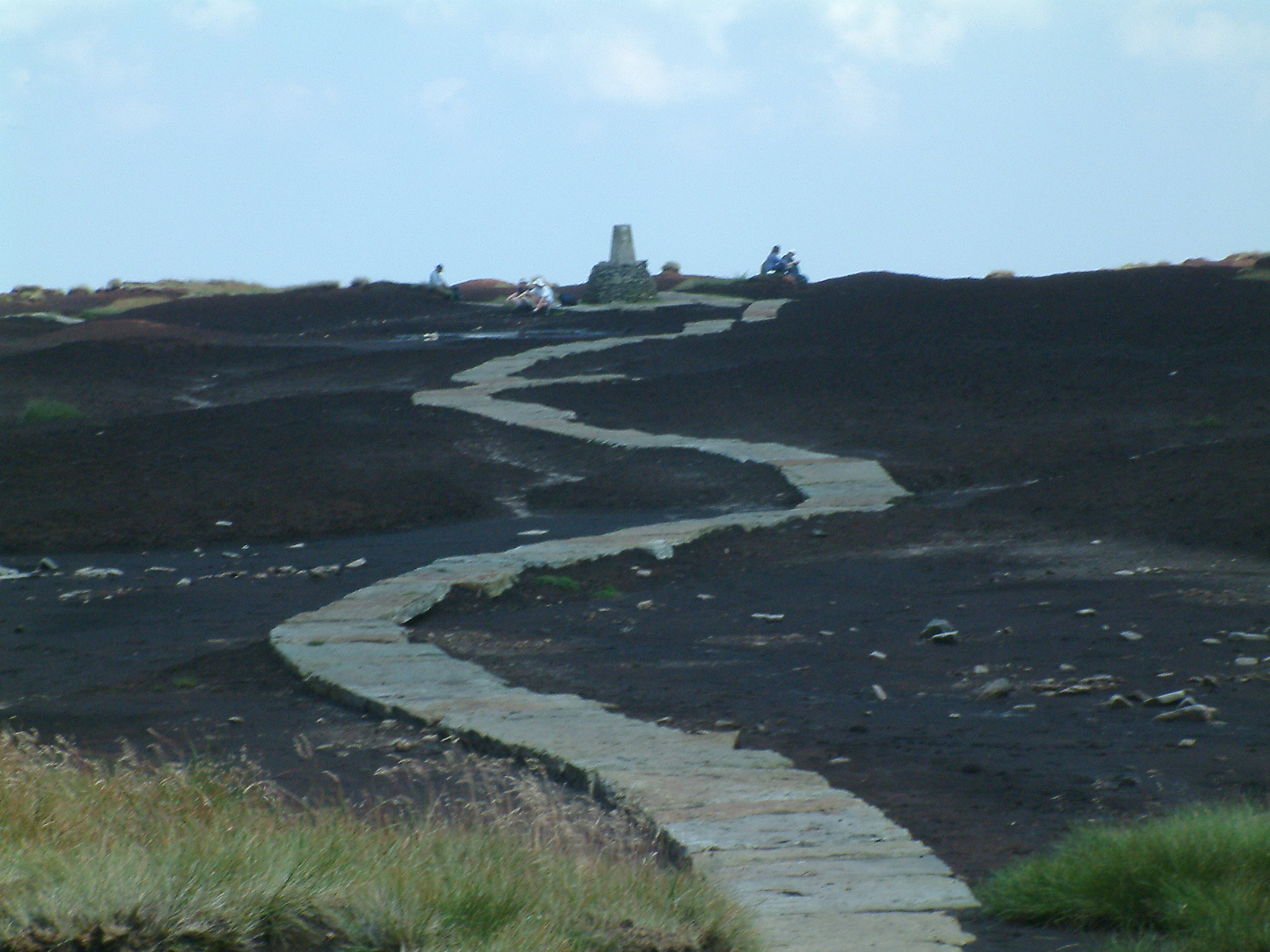
Vue d'une zone encore non revégétalisée en 2004, avec le Pennine Way menant au sommet.
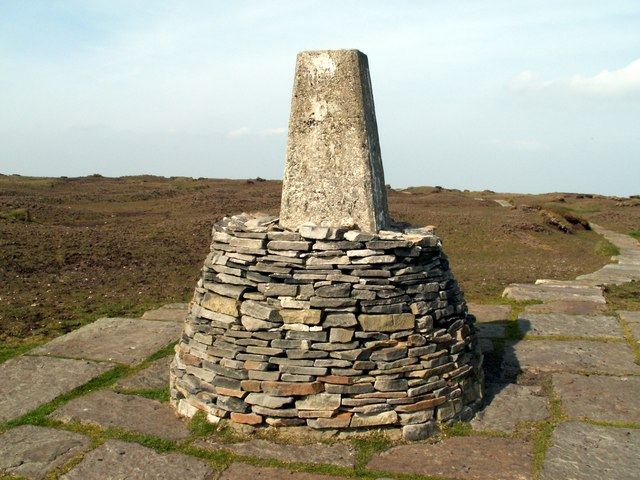
Vue de la borne géodésique en 2007, après sa restauration ; la hauteur de la base correspond à l'ancien niveau de la tourbe.
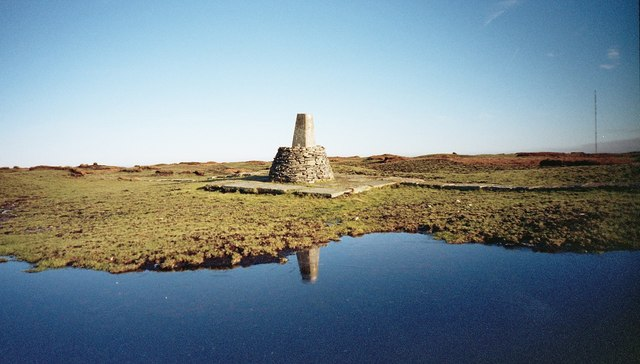
Vue de l'environnement restauré du sommet en 2007.

## Activités

### Randonnée et ascension

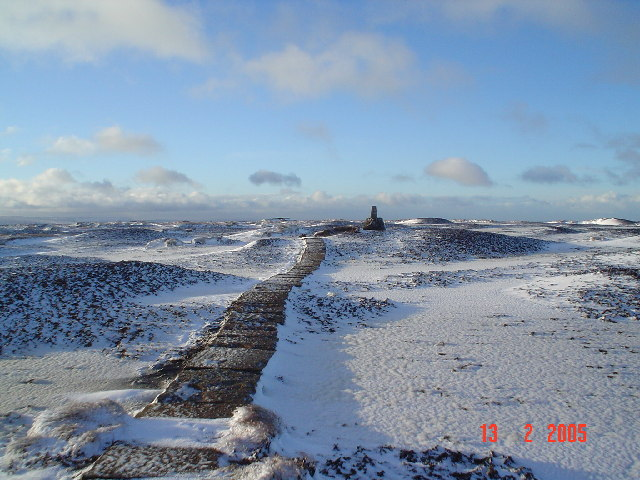
Vue du Pennine Way sous la neige.

L'ascension peut être réalisée depuis le hameau de Crowden, au sud, dans la vallée de Longdendale. En suivant les gorges du Crowden Great Brook, le sentier emprunté est celui du Pennine Way, dont la partie sommitale est pavée. Il débouche à Soldier's Lump par le sud-ouest après avoir traversé Grains Moss et Dun Hill,,,. Le retour peut s'effectuer en obliquant vers le sud-est en direction de Tooleyshaw Moss puis vers le sud par Westend Moss jusqu'aux anciennes carrières qui dominent Crowden,.
Le Pennine Way se prolonge pour sa part vers le nord jusqu'au réservoir de Wessenden,. Il permet de réaliser une boucle au départ de Standedge avec un retour par Saddleworth Moor.

### Protection environnementale
Black Hill est protégée depuis 1951 au sein du parc national de Peak District qui couvre une superficie de 1 438 km2.
Elle est également incluse dans le site d'intérêt scientifique particulier de Dark Peak qui s'étend sur 31 823 hectares. Il fait partie de la zone spéciale de conservation de Peak District Moors, dont la première phase s'étend sur 45 300 hectares, et devrait à terme se confondre avec la zone de protection spéciale de South Pennine Moors qui couvre 65 025 hectares.